# Euthanasia Coaster

Schema dell'Euthanasia Coaster con la ripida rampa di salita e le sette inversioni

Euthanasia Coaster è il progetto di un impianto di montagne russe del 2010 concepito dal lituano Julijonas Urbonas, studente per il Dottorato di ricerca del Royal College of Art di Londra, e mai realizzato. La peculiarità del progetto è essere stato concepito per provocare la morte dei passeggeri "con eleganza ed euforia", come lo stesso Urbonas ha dichiarato traendo ispirazione da John Allen, presidente dell'azienda costruttrice di attrazioni per parchi divertimento Philapelphia Toboggan Company che espresse il desiderio di una montagna russa finale, capace di "caricare 24 persone e riportarle indietro morte". 
Applicazioni pratiche ipotizzate dall'ideatore sarebbero potute essere pena di morte ed eutanasia; proprio per quest'ultimo fine, il progetto ricevette aspre critiche dall'associazione contro l'eutanasia denominata Care Not Killing.

## Caratteristiche
Secondo quanto progettato, il percorso della vettura comincia con una ripida salita che porta il carrello a 510 metri di altezza in circa 2 minuti. Segue una discesa di 500 metri che porta i passeggeri a 360 km/h, velocità necessaria per poter affrontare le seguenti 7 inversioni clotoidi il cui diametro quindi si riduce ad ogni inversione successiva in modo da mantenere un'accelerazione pari a 10·g mentre il carrello decelera. Dopo una netta virata a destra si prevede un rettilineo al termine del quale i corpi senza vita dei passeggeri vengono sostituiti con nuovi aspiranti suicidi.

## Fisiopatologia
L'Euthanasia Coaster, così come progettata, ucciderebbe i passeggeri attraverso una prolungata ipossia cerebrale. Le inversioni del tracciato e la conseguente accelerazione di 10·g per 60 secondi causerebbero sintomi come appannamento progressivo della vista e perdita di coscienza. Il tempo così lungo è stato pensato per avere la garanzia di morte anche per quei soggetti che potessero rivelarsi fisicamente più resistenti della media.

## Presentazione
Il concept attirò l'attenzione dei media quando venne presentato alla mostra HUMAN+ presso la Science Gallery di Dublino nel giugno 2011. La rassegna ha lo scopo di mostrare il futuro dell'umanità e della tecnologia e, coerentemente con questo tema, l'Euthanasia Coaster ha voluto porre in evidenza le problematiche che potrebbero sorgere in conseguenza al continuo aumento dell'aspettativa di vita. L'opera è stata esposta di nuovo nella mostra +HUMANS presso il Centro di cultura contemporanea di Barcellona tra il 2015 e il 2016 e alla Triennale di Milano nel 2016.

## Influenza culturale
Il 14 giugno 2013 il gruppo rock norvegese Major Parkinson pubblicò digitalmente un singolo chiamato Euthanasia Roller Coaster, titolo che allude chiaramente alla montagna russa di Urbonas.
Nel 2015 Glenn Paton ha girato un corto intitolato H Positive con protagonista un uomo ricco che dopo aver saputo di stare per morire commissiona ad un architetto la costruzione di una Euthanasia Coaster con le medesime caratteristiche del progetto di Urbonas. Nei titoli di coda del corto è specificato che il film è basato sull'opera Euthanasia Coaster di Julijonas Urbonas.
Nel romanzo Raccontami di un giorno perfetto (All the Bright Places in lingua originale) della scrittrice statunitense Jennifer Niven, da cui è stato tratto l'omonimo film del 2020, viene citata l'Euthanasia Coaster.
Il racconto Vladimir Chong Chooses to Die dello scrittore di fantascienza Lavie Tidhar, contenuto nella raccolta Central Station, racconta di un uomo anziano che decide di porre fine alla propria vita per mezzo di una corsa sull'Euthanasia Coaster.